# Olios minax
Olios minax är en spindelart som först beskrevs av O. Pickard-Cambridge 1896.  Olios minax ingår i släktet Olios och familjen jättekrabbspindlar. Inga underarter finns listade i Catalogue of Life.